# Pius Parsch

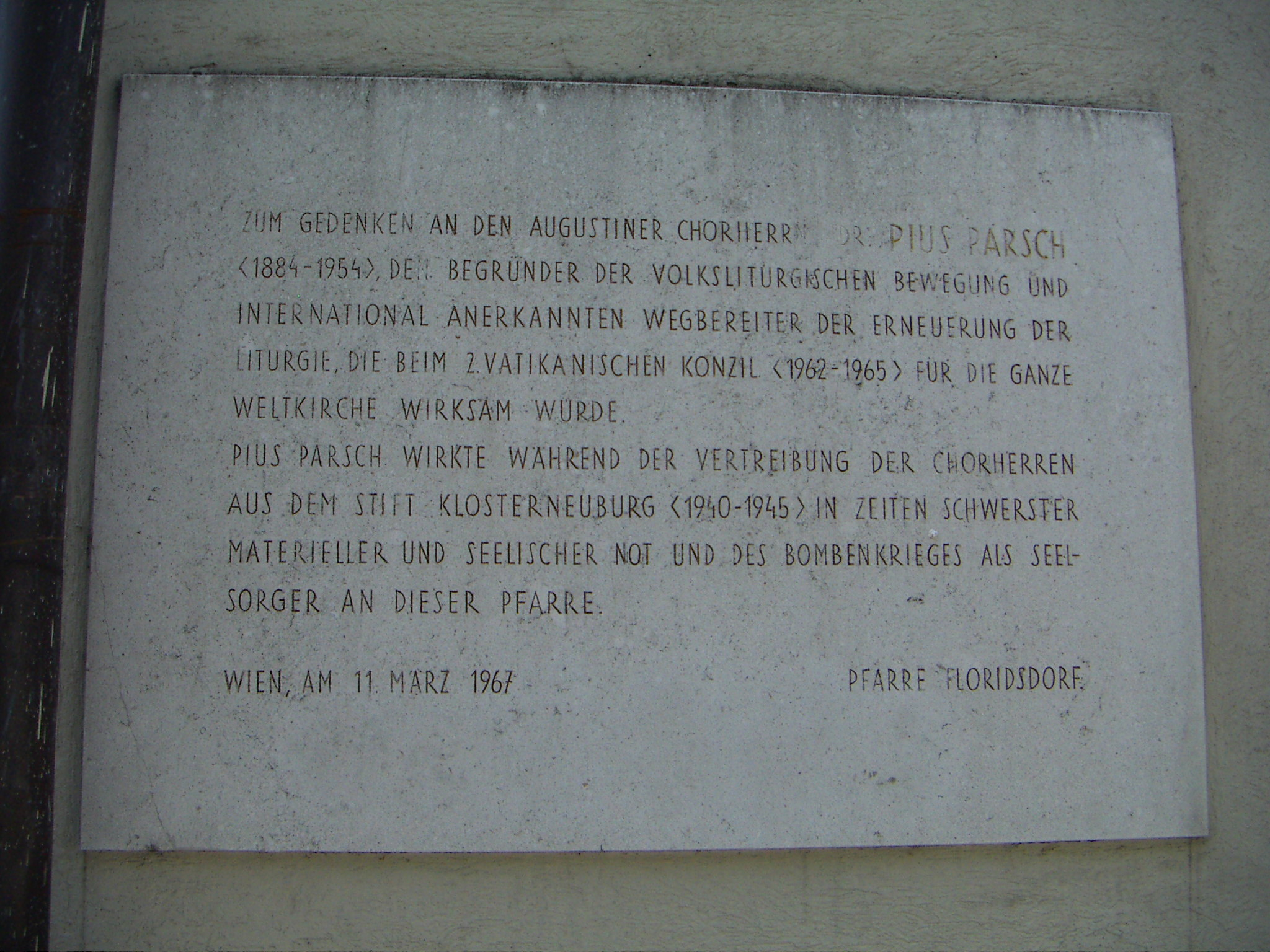
Gedenktafel an der Katholischen Pfarrkirche Floridsdorf

Pius Parsch CRSA (* 18. Mai 1884 als Johann Parsch in Neustift bei Olmütz, Mähren; † 11. März 1954 in Klosterneuburg, Niederösterreich) war ein Augustinerchorherr und römisch-katholischer Priester, der durch seine publizistische Arbeit einen wesentlichen Beitrag zur liturgischen Bewegung leistete.

## Leben
Johann Parsch wurde am 25. Mai 1884 getauft. Er besuchte das Gymnasium in Olmütz. 1904 trat er als Novize in das Stift Klosterneuburg ein, wo er am 28. August eingekleidet wurde und den Ordensnamen Pius annahm. 1909 wurde er zum Priester geweiht und war bis 1913 Aushilfspriester in der Pfarrei Maria Treu (Wien VIII).  Am 19. Juni 1912 wurde Parsch zum Doktor der Theologie an der Universität Wien promoviert. Ab 1914 lehrte er Pastoraltheologie an der Hauslehranstalt des Stiftes und half bei der Ausbildung der Novizen.
Als er vom Mai 1915 bis zum Ende des Ersten Weltkriegs Feldkurat an der Ostfront war, lernte er die Liturgie der orthodoxen Kirchen kennen. P. Parsch entschloss sich, die Bibel zu einem Buch für das Volk und die römisch-katholische Liturgie für alle verständlich zu machen. Nach seiner Rückkehr ins Kloster begann er mit Bibelkursen für die Novizen. Ab 1922 feierte er Gemeinschaftsmessen in der Kirche St. Gertrud in Klosterneuburg, bei denen Teile der Heiligen Messe vom Volk in deutscher Sprache gesungen wurden (Betsingmesse). Er wollte damit eine aktivere Teilnahme der Mitfeiernden und eine Rückbesinnung auf das Urchristentum erreichen. Diese Feiern gelten als die Geburtsstunde der Liturgischen Bewegung in Österreich. Ein Durchbruch gelang 1933, als beim Wiener Katholikentag eine Betsingmesse gefeiert wurde.
Um die biblische und liturgische Erneuerung stärker zu verbreiten, gründete Parsch 1928 einen Verlag wie auch die Augustinus-Druckerei und gab ab 1926 die Zeitschrift Bibel und Liturgie und ab 1928 die Zeitschrift Lebe mit der Kirche heraus. Vor dem Zweiten Weltkrieg war er Mitglied der Arbeitsgemeinschaft für den religiösen Frieden, die für eine Zusammenarbeit mit dem Nationalsozialismus warb. Kardinal Theodor Innitzer verbot am 28. September 1938 allen Priestern die Mitgliedschaft bei dieser Arbeitsgemeinschaft. Die Nationalsozialisten hoben 1941 das Stift Klosterneuburg auf, zerstörten die Druckerei und verboten liturgische Publikationen. Parsch wirkte in der NS-Zeit als Seelsorger in der Pfarrkirche Floridsdorf in Wien-Floridsdorf und konnte erst 1946 seine Ämter im Stift wieder aufnehmen. 1950 gründete er das Klosterneuburger Bibelapostolat, das billige Bibelausgaben und Einführungen in die Heilige Schrift herausgab. Beim Eucharistischen Weltkongress in Barcelona erlitt Parsch 1952 einen Schlaganfall, von dem er sich nicht mehr erholte.
Durch das Wirken Pius Parschs wurde das „liturgische Ackerfeld aufgebrochen“, so die österreichischen Bischöfe 1963 in einem Pastoralschreiben, und die Inhalte der liturgischen Bewegung einer breiten Öffentlichkeit zugänglich gemacht. Auch die Betonung der biblischen Komponente der Liturgie war ihm ein wichtiges Anliegen.

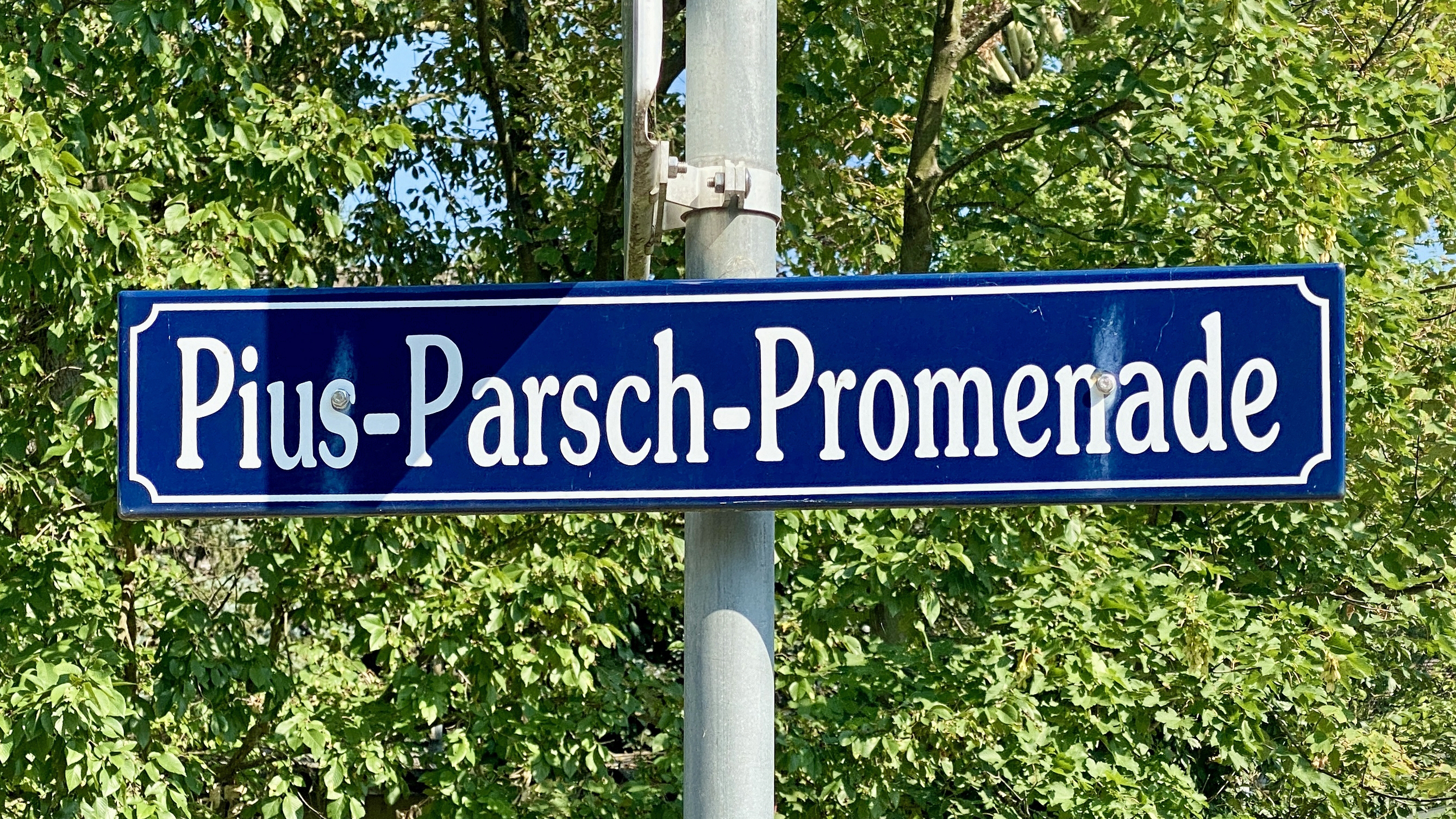
Straßenschild Pius-Parsch-Promenade

Im Jahr 1965 wurde in Wien-Floridsdorf (21. Bezirk) der Pius-Parsch-Platz nach ihm benannt. In Klosterneuburg gibt es eine Pius-Parsch-Promenade.

## Schriften (Auswahl)
- Das Jahr des Heiles. 3 Bände, 1923
- Kurze Meßerklärung. 1930
- Opfere mit der Kirche. 3 Bände (Messbuch), 1930
- Lernet die Messe verstehen. 1931
- Liturgische Erneuerung. 1931
- Aus dem Gebetbuch der Kirche. 5 Bände. Volksliturgisches Apostolat, Klosterneuburg 1931/33
- Messerklärung im Geiste der liturgischen Erneuerung. 1935
- Der Frühgottesdienst in der Karwoche. Volksliturgisches Apostolat, Klosterneuburg 1938
- Brevierschule für Laien. Volksliturgischer Verlag, Wien u. a. 1939
- mit Robert Kramreiter: Neue Kirchenkunst im Geist der Liturgie. Volksliturgischer Verlag Wien-Klosterneuburg 1939. (von Moises Diaz Caneja ins Spanische übersetzt: Arquitectura Y liturgia, 1948)
- Volksliturgie. Volksliturgischer Verlag, Klosterneuburg-Wien 1940
- Die liturgische Predigt. 10 Bände, 1948–55